# Дерев'яний орел
«Дерев'яний орел» — сюжет східнослов'янських народних казок. В покажчику казкових сюжетів (СУС) Аарне має номер 575 «Дерев'яний орел (голуб)». Cюжет зафіксований у всіх східнослов'янських народів: відзначено 25 російських, 5 українських та 2 білоруських варіанти. Сюжет поширений на Російській Півночі і розходиться лише в деталях: зазвичай королівну замикає у вежі батько (Ончуков, Никифоров), у варіанті Зеленіна царська дочка рятується у вежі від Ідолища. Варіант Коргуєва (№ 5) осучаснює його, додаючи епізод про забутого батьками сина. У Заонежжі цей сюжет зустрічається також у формі билини («Царство соняшникове». Рибніков). Варіант у записі О. Шахматова частково контамінований із казковим сюжетом «Фініст ясний сокіл».

## Сюжет
Засперечалися золотих справ майстер і столяр, хто своєю майстерністю більше царя здивує. Для визначення переможця цар велів принести кожному по дивині. Перший приніс цареві качку золоту, яка по воді плавала як жива. Столяр приніс дерев'яного орла, та такого, що від живого орла не відрізнити. Столяр сів на орла, покрутив усередині гвинтик, злетів на орлі під хмари і назад повернувся. Поки цар дякував майстру, царевич схопився на орла і полетів у заморські краї. Цар звинуватив столяра у зникненні улюбленого сина, наказав заточити майстра до темниці. У цей час царевич два тижні мандрував світом. Довідався він про прекрасну царську доньку, яку утримували у високій вежі. Підлетів царевич на своєму дерев'яному орлі до віконця вежі, заговорив із царівною. Закохалися вони одне в одного з першого погляду. Але цар наказав стратити сміливця. Перед стратою схопився молодець на орла, та разом із царівною полетів у своє царство. Там на радощах весілля пишне зіграли, а столяра-умільця з темниці звільнили.

## Екранізації та постановки
- Чарівний птах (мультфільм) — радянський мальований мультиплікаційний фільм, створений 1953 року режисером Віктором Громовим за мотивами казки.